# 野口肇
野口 肇（のぐち はじめ、1946年1月 - ）は、アメリカ文学者、首都大学東京名誉教授。
東京生まれ。1969年明治学院大学英文科卒、75年立正大学大学院博士課程満期退学、国際短期大学専任講師、77年山梨学院大学専任講師、82年東京都立立川短期大学専任講師、86年助教授、91年教授、96年東京都立短期大学教授、2006年首都大学東京教授、2009年定年退任、名誉教授。

## 著書
- 『フラナリー・オコナー論考』文化書房博文社 1985
- 『フラナリー・オコナーの世界』文化書房博文社 1988
- 『フラナリー・オコナー研究』文化書房博文社 1992
- 『フラナリー・オコナー』文化書房博文社 1998
- 『フラナリー・オコナーの南部』文化書房博文社 2005
- 『日本におけるフラナリー・オコナー文献書誌』文化書房博文社 2007
- 『アメリカ南部の宗教風土 フラナリー・オコナーの生きた世界』文化書房博文社 2009

共著
- 『教育者としての本間久雄 ある文学者の素顔』岡崎一共編著 文化書房博文社 2010

## 翻訳
- D・H・ロレンス名作集 鏡味国彦共訳 文化書房博文社 1982.7

## 参考
- J-GLOBAL